# Världsmästerskapen i badminton 1983
Världsmästerskapen i badminton 1983 anordnades i Köpenhamn, Danmark. 

## Medaljsummering
| Pl. | Nation     | Guld | Silver | Brons | Totalt |
| --- | ---------- | ---- | ------ | ----- | ------ |
| 1   | Kina       | 2    | 1      | 4     | 7      |
| 2   | England    | 1    | 2      | 3     | 6      |
| 3   | Indonesien | 1    | 1      | 1     | 3      |
| 4   | Danmark    | 1    | 1      | 0     | 2      |
| 5   | Sverige    | 1    | 0      | 0     | 1      |
| 6   | Indien     | 0    | 0      | 1     | 1      |
| 6   | Sydkorea   | 0    | 0      | 1     | 1      |

## Resultat
| Event       | Guld                           | Silver                     | Brons                            |
| Herrsingel  | Icuk Sugiarto                  | Liem Swie King             | Prakash Padukone                 |
| Herrsingel  | Icuk Sugiarto                  | Liem Swie King             | Han Jian                         |
| Damsingel   | Li Lingwei                     | Han Aiping                 | Helen Troke                      |
| Damsingel   | Li Lingwei                     | Han Aiping                 | Zhang Ailing                     |
| Herrdubbel  | Steen Fladberg Jesper Helledie | Mike Tredgett Martin Dew   | Park Joo-bong Lee Eun-ku         |
| Herrdubbel  | Steen Fladberg Jesper Helledie | Mike Tredgett Martin Dew   | Christian Hadinata Bobby Ertanto |
| Damdubbel   | Lin Ying Wu Dixi               | Nora Perry Jane Webster    | Wu Jianqiu Xu Rong               |
| Damdubbel   | Lin Ying Wu Dixi               | Nora Perry Jane Webster    | Gillian Clark Gillian Gilks      |
| Mixeddubbel | Thomas Kihlström Nora Perry    | Steen Fladberg Pia Nielsen | Mike Tredgett Karen Chapman      |
| Mixeddubbel | Thomas Kihlström Nora Perry    | Steen Fladberg Pia Nielsen | Jiang Guoliang Lin Ying          |